# Syzygium vieillardii
Syzygium vieillardii, vrsta mirtovke, biljne vrste koja kao endem raste na Novoj Kaledoniji. Sve do 2017. vodila se pod rodom Piliocalyx, nakon čega je uključena u rod karanfilovca (Syzygium)

## Sinonimi
- Piliocalyx micranthus Brongn. & Gris